# Friedrich V. von Schaunberg

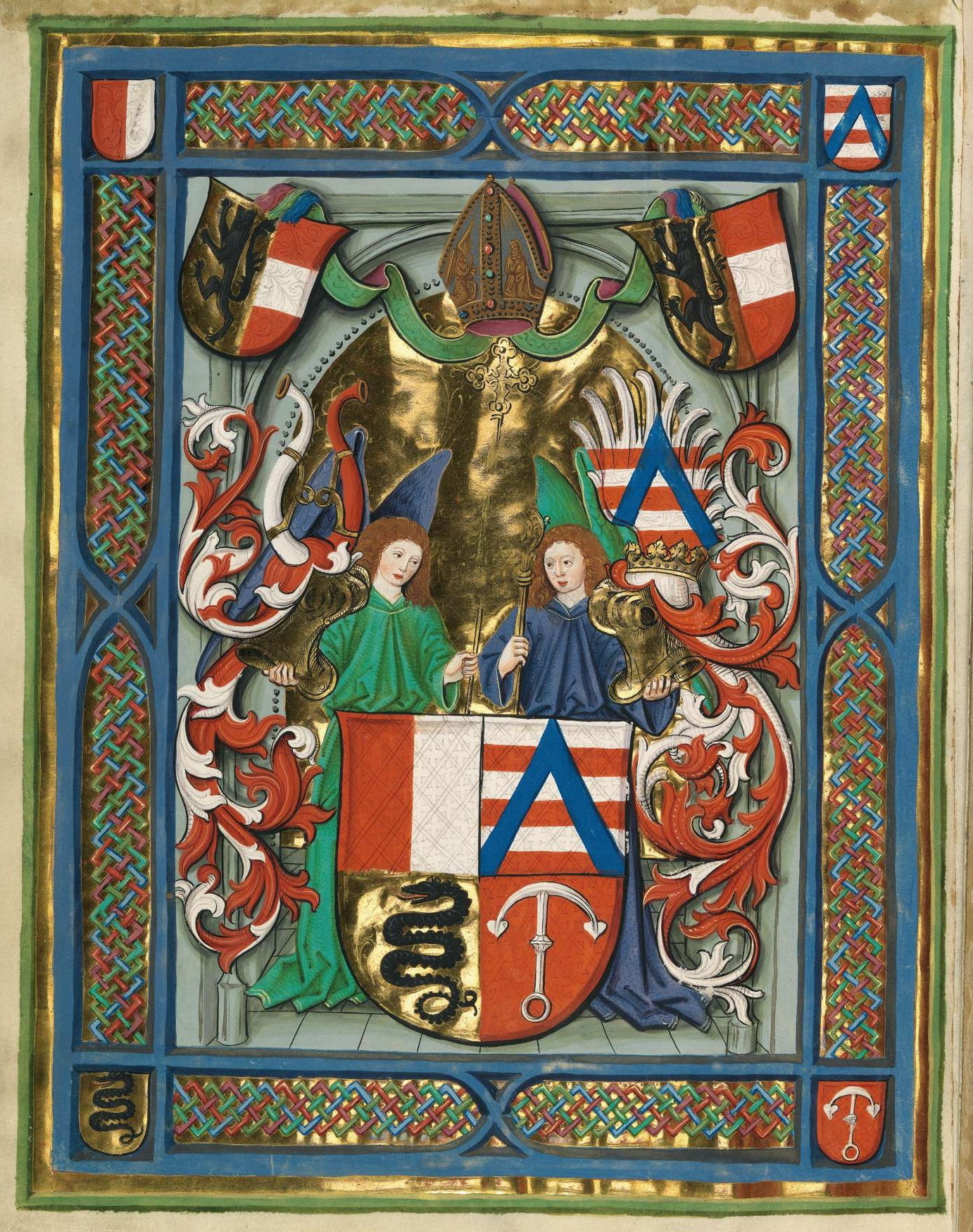
Wappen in einem Missale des 15. Jahrhunderts

Friedrich Graf von Schaunberg († 4. Oktober 1494 in Salzburg) war als Friedrich V. Erzbischof von Salzburg.

## Herkunft und Jugend
Friedrich entstammte dem letzten damals noch nicht ausgestorbenen edelfreien altösterreichischen Adelsgeschlecht der Schaunberger. Diese benannten sich nach der damaligen Burg und heutigen Burgruine Schaunberg bei Eferding und ihre direkt an das Erzbistum Salzburg angrenzende Grafschaft umfasste in etwa das heutige oberösterreichische Hausruckviertel. Trotz eines abgeschlossenen Studiums war Friedrich ein ausgesprochen roher und sehr ungebildeter Mann, der weder diplomatisches Geschick zeigte, noch imstande war, die Messe zu lesen, Weihehandlungen vorzunehmen oder Priester zu weihen. Auch beherrschte er nicht einmal die Grundsätze der lateinischen Elementargrammatik.

## Friedrich V. als Erzbischof
Die Wahl des Grafen von Schaunberg zum Erzbischof durch das Domkapitel war durch einen zuvor abgeschlossenen Geheimvertrag mit dem Kaiser (der auch Taufpate Friedrichs war) zur Farce geworden. Der Kaiser erwartete von Friedrich von Schaunberg besondere Fähigkeiten, um das von Kriegen und Krisen gezeichnete Land sicher zu lenken.
Die Wahl Friedrichs V. zum Erzbischof erwies sich als Tiefpunkt der Geschichte des Erzbistums. Der Kaiser demütigte Friedrich, indem er, dies erkennend, tief enttäuscht vor dem versammelten Hofstaat über Friedrich sagte: „Dieser ist so ein Bischof wie ein Schwein ein Briefträger.“
Der Bischof war Frauen zugetan und benutzte häufig den von Bernhard von Rohr gebauten geheimen Gang zu seinen Konkubinen. Eine dieser Mätressen führte dabei – sich selbst bereichernd – wesentlich die Staatsgeschäfte mit, indem sie regelmäßig Ämter und Lehen verlieh.
Der erzbischöfliche Hof wurde „unter diesem Weibe zu einem Zufluchtsort für Räuber, Diebe und anders Gesindel, die – ihr Geschenke reichend – frei und ungestraft ihr Unwesen treiben konnten“. Ein Jahr nach Kaiser Friedrich III. starb Erzbischof Graf Schaunberg am 4. Oktober 1494.